# Isabel Lustosa
Isabel Lustosa (Isabel Idelzuite Lustosa da Costa) (Sobral, 23 de setembro de 1955) é uma historiadora, ensaísta e escritora brasileira, pesquisadora integrada ao Centro de Humanidades (CHAM)  da Universidade Nova de Lisboa, desde dezembro de 2020. 

## Biografia
Isabel Lustosa é formada em Ciências Sociais pela Universidade Federal do Rio de Janeiro (1981), com mestrado (1991) e doutorado em Ciência Política (1997) pelo antigo Instituto Universitário de Pesquisas do Rio de Janeiro (atual IESP/UERJ), sob a orientação de José Murilo de Carvalho. Sócia do Instituto Histórico e Geográfico Brasileiro e membro do Pen Club do Brasil, foi, por cerca de trinta anos, pesquisadora titular do Centro de Pesquisas da Fundação Casa de Rui Barbosa, tendo trabalhado antes no Museu da República e no Instituto do Patrimônio Histórico e Artístico Brasileiro (IPHAN). É especialista em história política e cultural brasileira com enfâse nos estudos sobre a imprensa, tema sobre o qual vem pronunciando conferências, publicando livros, artigos e organizando seminários, além de liderar, ao lado de Tania de Luca, grupo de pesquisa inscrito no CNPq, desde 2016, Imprensa e circulação de ideias - o papel dos periódicos nos séculos XIX e XX. Sua dissertação de mestrado, defendida em 1991, é um estudo precursor sobre o humor no Brasil do começo do século XX e abriu caminho para as investigações de outros autores que se lhe seguiram, tendo estabelecido interessante contraste entre o humor da boêmia literária e a apropriação estética do humor pelo Modernismo. Do início de sua vida acadêmica até hoje acumulou vasta produção de estudos sobre a caricatura brasileira nos séculos XIX e XX. Nas pesquisas que estiveram na base de sua tese de doutorado demonstrou o papel fundamental da imprensa no processo de Independência e como esta se constituiu então em uma esfera pública que deu lugar a embrionárias e imprevisíveis formas de competição política. Publicou, na imprensa brasileira, durante cerca de vinte e cinco anos, resenhas de alguns dos principais livros nas áreas de História e Ciências Sociais e afins, constituindo, através dessa atividade, uma grande bagagem de conhecimento sobre o estado da arte daquelas áreas. Ocupou a Cátedra Simon Bolívar (IHEAL) da Université Sorbonne Nouvelle - Paris 3, na França (2010/2011). Foi titular da Cátedra Sergio Buarque de Holanda/Maison des Sciences de l´Homme/Paris para o período 2012-2015, atuando como professora visitante da Universidade de Rennes-2. Durante o ano de 2020, esteve em Lisboa, realizando pesquisas no CHAM, da Universidade Nova, com bolsa da CAPES na categoria de professor visitante sênior.

## Obras
- Histórias de presidentes, a República no Catete. Rio de Janeiro: Agir, 2008 (publicado em 1989 pela editora Vozes) ISBN 978-85-220-0764-6
- Brasil pelo método confuso: humor e boemia em Mendes Fradique'. Rio de Janeiro: Bertrand Brasil, 1993.
- A história dos escravos. São Paulo: Cia das Letrinhas, (1998)
- Nássara: o perfeito fazedor de artes. Rio de Janeiro: Relume Dumará, (1999)
- Insultos impressos: a guerra dos jornalistas na Independência. São Paulo: Cia das Letras (2000)
- Lapa do desterro e do desvario: uma antologia (org.). Rio de Janeiro: Casa da Palavra, (2001)
- O nascimento da imprensa brasileira. Rio de Janeiro: Jorge Zahar Editor (2003)
- Com Alberto Dines, produziu, organizou e editou a edição fac-similar do “Correio Brasiliense de Hipólito da Costa”, publicada em 31 volumes pela Imprensa Oficial do Estado de São Paulo, entre 2002 e 2003.
- As trapaças da sorte: ensaios de história política e história cultural Belo Horizonte: EDUFMG, (2004)
- D. Pedro I: um herói sem nenhum caráter. São Paulo: Companhia das Letras, 2006 ISBN 85-359-0807-2
- A História do Brasil explicada aos meus filhos". Rio de Janeiro: Agir, 2007.
- Imprensa, história e literatura. (org.) Rio de Janeiro: Fundação Casa de Rui Barbosa, (2008)
- De olho em lampião - Violência e esperteza, São Paulo: Claro Enigma (2011)
- Imprensa, Humor e Caricatura. A Questão Dos Estereótipos Culturais (org.), Belo Horizonte: EDUFMG, (2011)
- Agostini. Obra, paixão e arte do italiano que desenhou o Brasil (1843-1910) (org.), Rio de Janeiro: Fundação Casa de Rui Barbosa, (2014)
- O Jornalista que imaginou o Brasil: tempo vida e pensamento de Hipolito da Costa (1774 - 1823), Capinas: Editora da Unicamp, 2019
- Imprensa, história e literatura - o jornalista-escritor, 3 volumes, (org. com Rita Olivieri-Godet), Rio de Janeiro: Editora 7 Letras